# الاکدزار
الاکدزار (به لاتین: Alakdzhar) یک منطقهٔ مسکونی در تاجیکستان است که در ولایت سغد واقع شده‌است.